# Endoneurium
Das Endoneurium (auch Epilemma) ist die feine, aus Bindegewebe bestehende, Schicht um die Myelinscheide jeder myelinisierten Nervenfaser. Die dazugehörigen Zellen werden endoneurale Zellen genannt. Die Endoneuria mit ihren beiliegenden Nervenfasern sind in sogenannte Nervenfaserbündel zusammengefasst, wobei jedes Bündel wiederum eine schützende Hülle namens Perineurium besitzt. In ausreichend großen Nerven werden viele Bündel wiederum in einer größeren Gruppe zusammengefasst, welche dann von dem sogenannten Epineurium umhüllt werden.
Das Endoneurium beinhaltet die endoneurale Flüssigkeit, welche Spuren von Proteinen vorweist. Im peripheren Nervensystem entspricht die endoneurale Flüssigkeit theoretisch dem Liquor cerebrospinalis des zentralen Nervensystems. Bei Schäden im peripheren Nervensystem werden erhöhte Mengen der endoneuralen Flüssigkeit in das umliegende Gewebe abgegeben, welche bei einer neurographischen Magnetresonanztomographie entdeckt werden und so bei der Lokalisierung von Schäden im peripheren Nervensystem helfen können.
Das Endoneurium verläuft längs der Nervenfaser, wird dabei allerdings von Septa unterbrochen, welche von der innersten Schicht des Perineuriums kommen. Es beinhaltet feine Bündel fibrösem Bindegewebes, hauptsächlich Kollagen, welche in eine Matrix der Grundsubstanz eingebettet sind. Diese Struktur dient als Unterstützung für Kapillaren, welche in dieser in ausgedehnten Maschen angeordnet sind.